# El ojo del mundo
El ojo del mundo (en inglés: The Eye of the World) es una novela de fantasía del escritor estadounidense Robert Jordan y el primer libro de la serie La rueda del tiempo. Fue publicada por Tor Books en inglés y lanzada el 16 de enero de 1990. En su publicación original en inglés, El ojo del mundo consistió en un prólogo y 53 capítulos, con un prólogo adicional publicado en el relanzamiento en inglés.
En castellano, Editorial Planeta relanzó en 2010 El ojo del mundo, publicado originalmente por la editorial Timun Mas en 1990, en dos libros separados, Desde Dos Ríos y La llaga.

## Argumento
El ojo del mundo gira en torno a los protagonistas Rand al'Thor, Matrim (Mat) Cauthon, Perrin Aybara, Egwene al'Vere y Nynaeve al'Meara, después de que su hogar de Campo de Emond es atacado inesperadamente por los trollocs (soldados del Oscuro) y un Myrddraal (un muerto viviente al mando de los trollocs), que intentan capturar a Rand, Mat y Perrin.
Para salvar a su pueblo de nuevos ataques, Rand, Mat, Perrin y Egwene huyen de la aldea, acompañados por la Aes Sedai Moraine Damodred, su guardián Al'Lan Mandragoran y el juglar Thom Merrilin, y más tarde se les une la zahorí (sabia) Nynaeve al'Meara. Perseguidos por un número cada vez mayor de trollocs y myrddraal, los viajeros se refugian en la ciudad abandonada de Shadar Logoth, donde Mat se infecta por el malévolo Mashadar.
Al escapar de la ciudad, los viajeros se separan; Rand, Mat y Thom viajan en barco a Puente Blanco, en donde Thom se separa del grupo, lo que permite a Rand y Mat escapar de un myrddraal. En Caemlyn, Rand se hace amigo de un Ogier llamado Loial. Tratando de echar un vistazo a Logain, el Falso Dragón recientemente capturado, Rand se hace amigo de Elayne Trakand, heredera del trono de Andor, y sus hermanos Gawyn Trakand y Galad Damodred. Rand es llevado luego ante la Reina Morgase y Elaida, su asesora Aes Sedai. Es liberado sin cargos, a pesar de las graves premoniciones de Elaida con respecto a Rand.
Egwene y Perrin son guiados separadamente a Caemlyn por Elyas Machera, un hombre que puede comunicarse telepáticamente con lobos y que afirma que Perrin puede hacer lo mismo. Los tres se enfrentan a los Hijos de la Luz, enfrentamiento por el cual Perrin mata a dos soldados por la muerte de un lobo, y en consecuencia es sentenciado a muerte. Moraine, Lan y Nynaeve rescatan a Egwene y Perrin, y todos se reúnen con Rand y Mat en Caemlyn. A partir de entonces, Moraine determina que Mat debe viajar a Tar Valon, el centro de poder de Aes Sedai, para sobrevivir a la influencia de Shadar Logoth.
Loial advierte a Moraine de una amenaza para el «Ojo del Mundo», un lugar de saidin que no ha sido tocado por la influencia del Oscuro, que se ve confirmado por los vívidos e inquietantes sueños que Mat, Rand y Perrin han tenido. El Ojo del Mundo está protegido por Someshta (el Hombre Verde) y contiene uno de los siete sellos en la prisión del Oscuro, el estandarte del Dragón de Lews Therin Telamon y el Cuerno de Valere. En la frontera del mundo civilizado, el grupo entra en la Llaga (la región contaminada bajo el control del Oscuro) para proteger el Ojo. 
Después de una persecución se encuentran con el Hombre Verde y él revela el Ojo. El grupo es confrontado por los renegados Aginor y Balthamel. A medida que se desarrolla la batalla, Balthamel y el Hombre Verde se matan entre sí. Poco después, Rand derrota a Aginor y usa el Ojo para diezmar al ejército trolloc y derrotar a Ba'alzamon. Como resultado, Moraine concluye que Rand es el Dragón Renacido, pero su opinión y todos los demás detalles de la batalla final se guardan en secreto a todos los miembros masculinos del grupo, excepto Lan.

## Temas y alusiones
Robert Jordan ha declarado que conscientemente se propuso que los primeros capítulos de El ojo del mundo evocaran a la Comarca de la Tierra Media en El Señor de los Anillos de J. R. R. Tolkien.